# Le Drapeau Rouge
Le Drapeau Rouge (De rode vlag) was een Belgisch tijdschrift van het Franstalige orgaan van de PCB. 

## Historiek
Het blad is opgericht kort na de oprichting van de partij en verscheen vanaf het najaar van 1921 iedere dag. Op 1 oktober 1936 werd omgevormd tot La Voix du Peuple.
Tijdens de Tweede Wereldoorlog werd het blad opnieuw clandestien uitgegeven, na de oorlog werd de uitgave als dagblad hervat. Het blad ging met de val van de Muur ten onder. Er zijn daarna nog pogingen geweest het blad als week of maandblad uit te geven. De Vlaamse tegenhanger was De Rode Vaan.
In Wallonië bestaat er sinds 2004 weer een publicatie die de naam Drapeau Rouge draagt; dit is een uitgave van de Parti Communiste (de voortzetting van de Parti communiste Wallonie-Bruxelles). 
Een van de bekendste hoofdredactrices van deze krant was Rosine Lewin.
De volledige collectie van Le Drapeau Rouge (vanaf 1921) kan geraadpleegd worden bij het archief van de Carcob of in de Koninklijke Bibliotheek van België.